# Matamala (Capcir)
Matamala (['matə'malə], oficialment en francès Matemale) és un poble i comuna de la comarca del Capcir, a la Catalunya del Nord.
El terme inclou el llogaret o veïnat i antic castell de Creu i l'antic poble de Conangle, ara negat sota les aigües de l'embassament o llac de Matamala. També hi ha la moderna urbanització anomenada el Llac i un càmping obert tot l'any.

## Etimologia
Joan Coromines separa els dos ètims que formen aquest topònim. D'una banda, “mata” és, en els àmbits pirinencs, un indicador de “boscúria” o “gran bosc”. De l'altra, “mala”, emparentat amb l'adjectiu comú amb la mateixa forma indicaria l'espessor de la boscúria, la seva difícil penetrabilitat. Per tant, el nom del poble equivaldria a “boscúria espessa, impenetrable”.

## Geografia

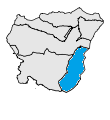
Situació de la comuna de Matamala en el Capcir

El terme comunal de Matamala, de 188.800 hectàrees d'extensió és situat a l'extrem sud-est de la comarca del Capcir. És al límit amb la del Conflent. La capçalera de l'Aude és en bona part en aquesta comuna, amb l'Embassament de Matamala com a punt de referència important. A l'extrem meridional de la comuna, que és també límit entre el Capcir i el Conflent, es troba el trencant d'aigües entre les conques de l'Aude i de la Tet.
Aquest terme, estret i llarg, segueix el fons de vall del riu Aude de sud a nord, des del conjunt de torrents que s'aboquen en el llac o embassament de Matamala, i que configuren el naixement del riu esmentat. Més de la meitat occidental de la comuna és plana, entre els 1.600 i els 1.500 m alt, mentre que aproximadament el terç oriental està format per la carena, entre els 1.700 m alt al sud i els 2.000 al centre (al nord torna a baixar fins als 1.800), que separa el Capcir del Conflent. Aquesta carena, formada de sud a nord, des del triterme de Matamala amb la Llaguna i Caudiers de Conflent, a 1.954 m alt, passa pel Dormidor, o Puig de la Tallada, de 2.033,1, punt de més altitud de la comuna, el Coll del Dormidor, a 1.941,1, el Puig del Caputxet, de 2.008,4, el Coll del Torn, a 1.898, la Pica Bastard, de 1.934,7, el Cim del Bac de Creu, de 1.829,2,el Coll de Creu, a 1.708,3, fins que arriba al Puig dels Agrellons, de 1.936, i al quadriterme de Matamala amb Ralleu, Censà i Formiguera, a 1.896,5 m alt. L'indret de menys altitud del terme de Matamala és a la llera de l'Aude a l'extrem nord del terme, a 1.439,9 m alt, mentre que el poble de Matamala és a 1.485,9.
En el terme hi ha diversos boscs importants, tots ells de pi roig i pi negre: al nord-oest del llac, el Bosc Comunal de Matamala, o Bosc de la Mata, que s'estén també pel terme dels Angles; al sud-oest, el Bosc d'en Calbet, de caràcter privat, que enllaça amb el Bosc del Senescal, del veí terme dels Angles, i al nord-est del terme, una part del Bosc Estatal del Camí Ramader. Encara hi ha, a més, diversos boscs privats més petits: de la Tallada, de la Gleva, del Comall o de les Collades.
Termes municipals limítrofs:
|            | Formiguera            | Censà (Conflent)                                  |
| Els Angles |                       | Ralleu (Conflent) Caudiers de Conflent (Conflent) |
|            | La Llaguna (Conflent) |                                                   |

### El poble de Matamala

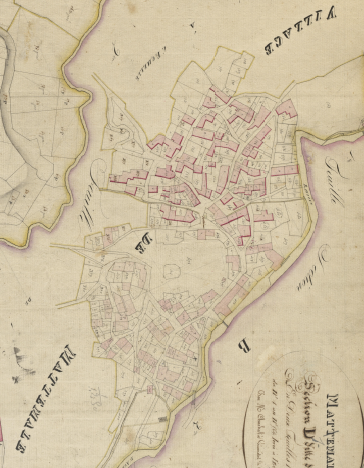
Matamala a l'esquerra de l'Aude en el Cadastre Napoleònic del 1812 (Arxius Departamentals dels Pirineus Orientals, ADPO)

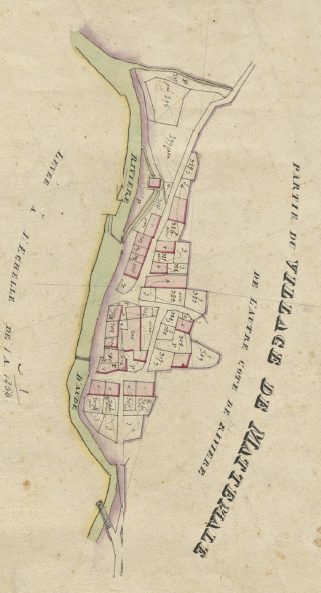
Matamala a la dreta de l'Aude en el Cadastre Napoleònic del 1812 (ADPO)

El poble de Matamala està situat al centre de la meitat septentrional del terme, més de la meitat del poble a l'esquerra de l'Aude, però amb una part situada a la dreta d'aquest riu, i ja des d'antic. Uneix les dues parts del poble el Pont de Vorada, o de les Nines. És a poc més d'un quilòmetre de l'extrem nord de l'embassament, o Llac de Matamala, de la resclosa d'aquest embassament.
No és un poble compacte, sinó un grup de cases disperses al voltant de l'església parroquial de Sant Pere, edifici que es pot datar a finals del segle xvii o a començaments del xviii (el primer esment que se'n té és del 1701). Originalment, aquesta església devia ser uns 550 metres al nord-oest del poble actual, com testimonia el topònim Sant Pere Vell localitzat en aquell lloc, on, tanmateix, no queda cap resta de l'església antiga de Matamala. En els entorns del poble actual hi ha l'oratori - capella de Sant Joan Baptista i Sant Bartomeu de Matamala, popularment conegut com la Campaneta. Matamala es compon de diversos barris: el Barri d'Amunt, a l'entorn de l'església de Sant Pere, el Barri d'Avall, el Castell (barri al voltant del turó on hi havia hagut el castell, desaparegut), el Barri de Dellà, o Dellà l'Aigua, situat a la dreta de l'Aude, i la Comella, al sud-oest del nucli de població.
A Matamala mateix hi ha un Alberg de muntanya i d'etapa; també hi ha, com a edificis destacats, la Casa del Capcir, i la Serradora.

### Creu

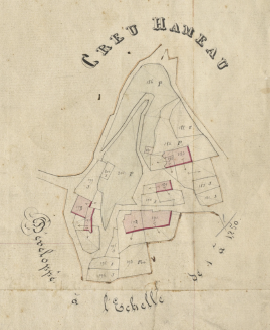
Creu, de Matamala, el 1812 (Cadastre napoleònic, ADPO)

El veïnat, o llogaret, de Creu és a la zona nord-est del terme de Matamala, a la dreta de l'Aude i al peu del Coll de Creu. El lloc està documentat des de l'any 965, dins dels límits de Matamala. El 1011 també apareix entre els límits dels Angles. Actualment pràcticament només en queda la Torre de Creu, única resta que queda del Castell de Creu, a part d'algunes restes de les antigues cases.

### Conangle
El veïnat o llogaret de Conangle, cobert actualment per les aigües del Llac de Matamala, era a poc més d'un quilòmetre al sud-oest de Matamala, a la dreta de l'Aude. Les seves restes, amb el Pont de Conangle, són a la zona nord-est de l'actual embassament.

### El Llac
A uns 2.200 metres al sud-oest de Matamala, a la riba dreta del llac, s'ha generat una moderna urbanització anomenada el Llac.

### Els masos del terme
En el terme de Matamala no hi ha masos, pròpiament dits, però sí algunes construccions disperses de menes diferents. S'hi troben la Barraca Carrada, la Barraca de la Jaça de Matamala, la Barraca del Coll del Torn i la Barraca d'en Trilles, la Casa de la Quillana, seu de la Comunitat de Comunes del Capcir i l'Alt Conflent, abans Casa Cantonyera de la Quillana (tot i que és lleugerament dins del terme de la Llaguna), la Central Elèctrica, als peus de la resclosa del Llac de Matamala, el Centre de Vacances, a Riufred (a l'extrem sud de la urbanització del Llac), el Cementiri, dit del Peiró, en contraposició al Cementiri Vell, desaparegut, que era al costat de l'església parroquial, el Corral de la Jaça de Matamala, les Corrioletes (un altre Centre de Vacances), prop de la resclosa del llac, i els anteriorments esmentats càmping i urbanització del Llac, tot i que són en llocs diferents, separats entre ells. Hi ha els antics molins anomenats Molí Draper d'en Xicó i la Molina, fins a sis ponts diferents al llarg de l'Aude (Pont d'Auda, de Coma Llonga, de Conangle (ara desaparegut dins del Llac de Matamala), de Creu, de Fontfreda i de la Molina), el Refugi de Coll de Torn, els oratoris de la Campaneta i de Sant Bartomeu, les restes de Sant Pere Vell i el lloc de Sant Pere de Riufred (on hi havia hagut la capella d'aquest nom) i la Torre de Creu, restes del castell d'aquest nom.

### Hidrologia
El riu Aude és l'eix vertebrador del terme de Matamala. Al sud de la comuna hi ha el Llac de Matamala, en el costat occidental del qual, en terme dels Angles, aflueix aquest riu, procedent del Llac d'Aude, en terme dels Angles. Formen també el Llac de Matamala els recs d'en Calbet i de Fontfreda, del terme de Matamala, i els recs dels Cirers i del Bac de Saboia, del dels Angles.
Els altres cursos d'aigua del terme de Matamala són els torrents anomenats els Còrrecs, el Rec, el Rec de Coma, el Rec de Creu, el Rec de Fontclara, o Rec Roig, abans Rec Fred, el Rec de Font dels Animals, el Rec de Fontfreda, el Rec de la Coma d'en Sanç, el Rec de la Mata, o de Matamala, o Canal de la Lladura, el Rec de la Quillana, el Rec del Bac del Plet, el Rec del Bosc de la Gleva, el Rec del Comall, o, simplement, el Comall, el Rec del Cortal, el Rec del Rivu, el Rec dels Campells, el Rec del Solà Mal, el Rec d'en Calbet i el Rec de Prats de Creu.
En el terme de Matamala hi ha nombroses fonts, entre les quals destaquen la Fontclara, o Font Clara, la Font d'Animals, la mollera anomenada Font de Caselles, la Font, o Pica, de Dellà l'Aigua, la Font, o Pica, de la Casa de la Vila, la Font, Pica o Abeurador, de la Plaça, la Font, o Pica, del Barri d'Amunt, la Font, o Pica, del Barri d'Avall, la Font, o Pica, del Castell, la Font del Coll del Torn, la Font del Dormidor i la Fontfreda, o Font Freda.
En terme de Matamala es troben la Canalització del Pla de Baix, la del Pla de Naut i l'Estany de Fontfreda, com a elements pertanyents a sistemes d'irrigació.

### Orografia
Nombrosos topònims d'aquest terme indiquen espais geogràfics definits o formes de relleu, com obagues: Bac de les Saleres i Bac del Plet; boscs: Bosc Comunal de Matamala, Bosc de la Mata, Bosc d'en Calbet, Bosc Estatal del Camí Ramader, el Comall, o Bosc del Comall, la Gleva, o Bosc de la Gleva, i la Tallada, o Bosc de la Tallada; collades: les Collades, Coll de Creu, Coll de la Quillana, Coll del Dormidor, Coll del Torn i Coll de Pica Bastard; comes: Coma Bertran, Coma Canal, Coma de Fontfreda, Coma del Forn, Coma d'en Sanç, Coma Galí, la Coma Llonga, o Llarga i la Comella; muntanyes: el Dormidor, o Puig de la Tallada, la Pica Bastard, Puig del Caputxet, Puig del Castelló; plans: el Pla, el Pla de Baix, el Pla de les Saleres, el Pla de Naut, la Plana, el Planal de Baix, el Planal de Dalt, les Planes; roques: Roca Lluera i totes les que fan de senyal termenal; serres i serrats: Serrat de Caputxet i Serrat dels Agrellons, i solanes: Solà del Plet i Solà Mal.

### El terme comunal

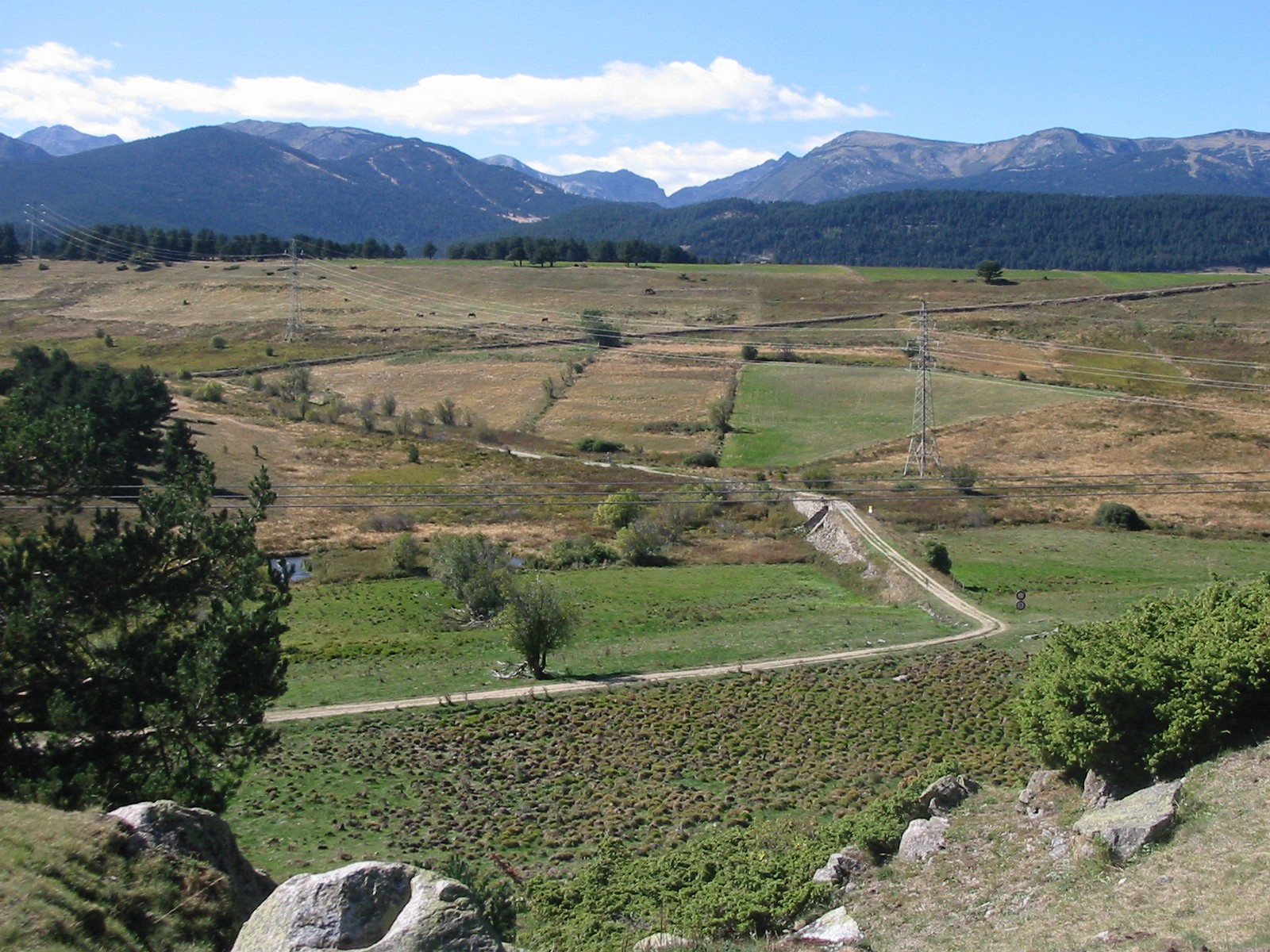
Paisatge del terme de Matamala des de la Torre de Creu

Els indrets específiques, o partides, del terme de Matamala són la Baladrosa, les Bosigues, les Brugues (ara sota les aigües de l'embassament), el Calmador de la Quillana, el Calbet, el Camp de la Rabassa, els Campells, els Camps de la Mata, els del Bac, els de les Rabasses, els Camps Grans, el Canavar, el Castelló, les Closes de Baix, les de Dalt, les de la Coma, les Closetes, o Prats de la Closeta, el Closill (nom antic), el Clot del Tallat, Conangle, els Còrrecs, la Costella, les Dreceres, les Feixes, les Feixes del Camí de Formiguera, la Font dels Animals, la Font de Caselles, els Fontells, Fontfreda, els Horts, un altre els Horts diferent, ara ja considerat nom antic, les Illes de Creu, la Jaça de Campllong, la Jaça de Matamala, o Jaça Nova, la Jaça d'en Calbet, la Jaça Vella, la Mata, la Mateta, la Molina, el Mosquer, les Parts, el Peiró, el Peiró de Baix, la Pinetosa, les Poneres, o Camp de les Poneres, el Pont de la Molina, el Pont de Conangle (partida ara submergida), el Pradàs, o Pradàs del Sastre, els Pradassis, el Prat de l'Esperança (nom antic), Prat Poirit, o Podrit, Prat Rodon, Prats d'Amunt, Prats dels Còrrecs, Prats de Creu, els de la Carrerada, els de la Comella, els de la Pallarga, els de la Salitosa, els del Clot, els de les Illes, els del Rec del Cortal, els dels Cotius i els Prats Nous (ara també sota les aigües de l'embassament), els Quatre Camins de Creu, els Quatre Camins dels Angles, la Quillana, el Rec del Cortal, el Regal, abans Rogal, la Riba Llonga, les Riberetes, les Ribes, les Ribes del Molí, Riufred, Roc del Saüc i del Mel, Sant Pere Vell, el Socarrat, la Tira del Camp d'en Simon, el Tord, els Tornals, o Tornalls, les Travesses i les Voltes.

#### Senyals termenals
Nombrosos topònims indiquen senyals termenals: la Creu de la Drecera, la de la Jaça de Campllong, la del Cim de la Passa Llonga, la del Cim del Bac de Creu, la del Coll de Creu, la del Serrat del Caputxet, la del Bac del Coll de Creu, la del Solà del Coll de Creu, la Fita del Solà Mal, la Font del Dormidor, la Peira Dreta, o Peira dels Quatre Batlles, el Piló, el Piló de la Mata, el Piló de Quatre Camins, el Piló de Coma Mir, el Piló de la Font del Glevessal, el Piló de la Plana (ara tots tres submergits), el Piló del Coll del Torn, el Piló de Perotxet, el Roc, Roca Plana, Roca de la Jaça, Roca del Camí de Capcir a Font-romeu, Roca del Camí dels Angles, Roca del Castelló, Roca del Coll de Pica Bastard, Roca del Comall de la Jaça Vella, Roca del Dormidor, o Roc del Cim del Dormidor, Roc de l'Estanyol de Calbet, Roc del Mel, Roc del Rimart, Roc del Saüc, Roc dels Cortalets, Roc del Puig de Castelló, Roc Roig i Roc Roig de la Jaça d'en Calbet.

### Adscripció cantonal

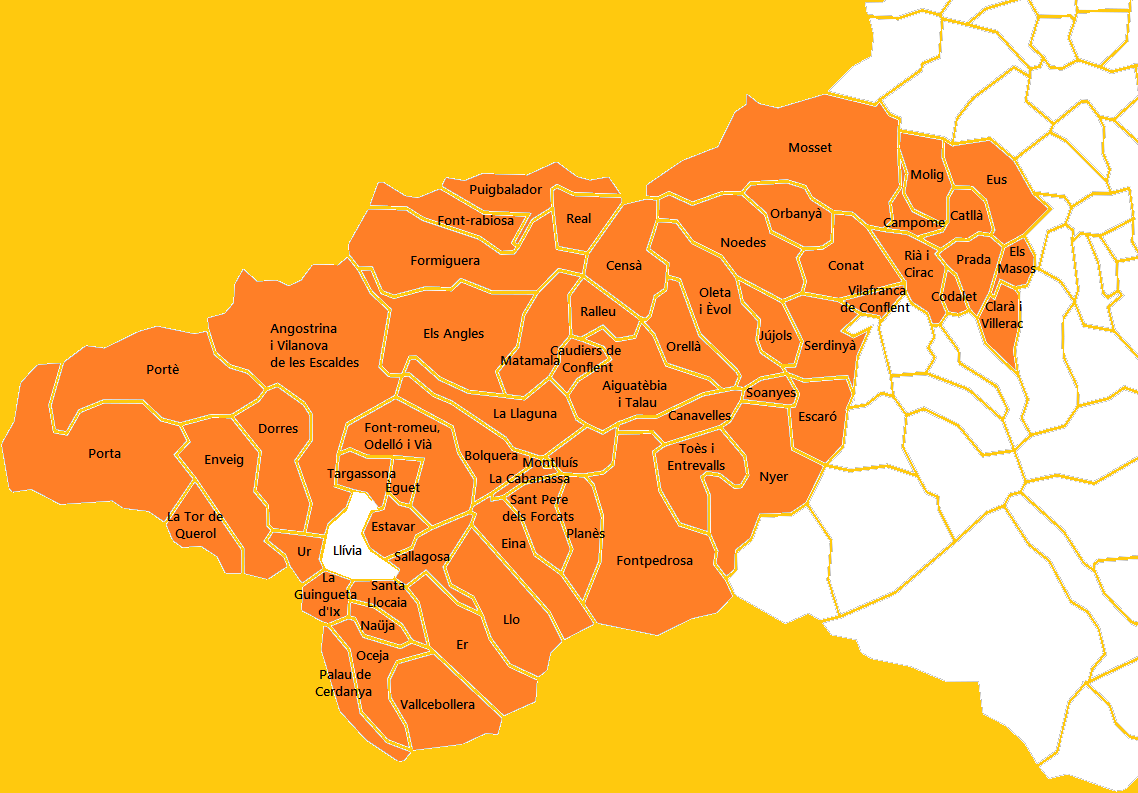
Mapa del Cantó dels Pirineus Catalans

A les eleccions cantonals del 2015 Matamala ha estat inclòs en el cantó número 13, dels Pirineus Catalans, que inclou els pobles d'Angostrina i Vilanova de les Escaldes, Bolquera, Dorres, Èguet, Eina, Enveig, Er, Estavar, Font-romeu, Odelló i Vià, la Guingueta d'Ix, Llo, Naüja, Oceja, Palau de Cerdanya, Porta, Portè, Sallagosa, Santa Llocaia, Targasona, la Tor de Querol, Ur i Vallcebollera, de la comarca de l'Alta Cerdanya, els Angles, Font-rabiosa, Formiguera, Matamala, Puigbalador i Ral, de la del Capcir, i les viles de Montlluís, Prada i Vilafranca de Conflent i els pobles d'Aiguatèbia i Talau, la Cabanassa, Campome, Canavelles, Catllà, Caudiers de Conflent, Censà, Clarà i Villerac, Codalet, Conat, Escaró, Eus, Fontpedrosa, Jújols, la Llaguna, Els Masos, Molig, Mosset, Noedes, Nyer, Oleta i Èvol, Orbanyà, Orellà, Planès, Ralleu, Rià i Cirac, Sant Pere dels Forcats, Sautó, Serdinyà, Soanyes i Toès i Entrevalls, de la del Conflent, amb capitalitat a Prada. Són conselleres per aquest cantó Jean Castex i Hélène Josende, de la Unió de la Dreta.

## Transports i comunicacions
Pel terme de Matamala passen fins a cinc carreteres departamentals: la D - 118, la D - 32, la seva variant D - 32f, la D - 4 i la D - 52.
- La D - 118 (N - 116, a la Cabanassa - límit del Capcir, a Puigbalador), que enllaça la Matamala amb la major part dels pobles del Capcir, directament o indirecta, i amb la comarca del Conflent. Per aquesta carretera Matamala dista 6,5 km de la Llaguna, 3,8 de Formiguera i 8,5 de Puigbalador. És la carretera que vertebra les principals comunicacions de Matamala.
- La D - 32 (D - 118, a la Llaguna - D - 118, a Formiguera), només trepitja breument el terme de Matamala a l'extrem sud-occidental del seu terme comunal, prop del Roc del Mel.
- La D - 32f (D - 32, a la Llaguna - D - 118, al Coll de la Quillana) és la variant de l'anterior que permet la unió de les dues carreteres anteriorment esmentada.
- La D - 4 (D - 118, a Matamala - N - 116, a Oleta i Èvol) és una carretera que uneix tot de poblacions de l'Alt Conflent i el Capcir.
- La D - 52 (Matamala - D - 32, als Angles) uneix aquestes dues poblacions capcineses.

Per Matamala passa la línia 261, que enllaça amb la 260 per tal d'anar cap a Perpinyà, fa el traçat de Montlluís a Formiguera passant per la Llaguna, els Angles i Matamala. Cobreix tres serveis diaris en cada direcció, i un de sol el diumenge i dies de festa.
Entre els camins del terme de Matamala, n'hi ha que uneixen aquest poble amb els pobles i termes veïns, com el Camí de Matamala, el de Caudiers, el de Prada, ara anomenat de Formiguera a Oleta, el de la Capella, també conegut com a Camí de la Capella de Vilanova, el dels Angles a la Capella (de Vilanova), el del Torn del Llac, el de Montlluís a Formiguera, o Camí Ral, el Camí Vell de Formiguera, el Camí Vell de Formiguera a Creu, el Camí Vell, o Camí Vell de Montlluís, abans Ruta del Capcir a Montlluís, el Camí Vell dels Angles, el Camí Vell dels Angles a Montlluís, el Camí Vell d'Oleta, o de Prada (des de Vilanova), el Camí de Vilanova, el Camí de Vilanova a Montlluís, la Carrerada, la Carrerada del Camí Ramader (redundant), la Ruta de Formiguera, la Ruta del Donasà (nom antic, ara en desús), la Ruta dels Angles, la Ruta de Montlluís i el Torn del Capcir. Menys abundants són els camins interns del terme de Matamala: el Camí de Creu, el Camí de la Fontclara, o Tira de la Barraca Carrada, o Carrerada dels Pasquers Reials, el Camí de la Mollera Rodona, el Camí de les Collades del Coll de Creu, el Camí de les Parts i la Carrerada del Dormidor.

## Activitats econòmiques
La principal activitat econòmica de Matamala havia estat tradicionalment l'explotació del bosc, i encara avui dia continua essent important. Hi ha, a més, unes 132 hectàrees dedicades a l'explotació agrícola, la majoria dedicades a prats o a farratges, que exploten mitja dotzena d'empreses agrícoles. Només una vintena d'hectàrees es dediquen a conreus de cereals i mitja dotzena a horta.
La ramaderia també havia estat tradicionalment important, però avui dia només s'hi troba una trentena de caps de bestiar boví, i dos centenars d'oví.
Des del darrer terç del segle XX s'han incrementat molt les activitats relacionades amb el lleure i els esports relacionats amb la natura, sobretot amb la neu (hi ha importants pistes d'esquí a les comunes veïnes de la de Matamala), per la qual cosa les diverses menes d'allotjament que acullen els practicants d'aquestes activitats han proliferat a Matamala.

## Història
El 965, Sunifred, comte de Cerdanya, cedí Matamala, cum villis et villarunculis suis (Matamala, amb els pobles i llogarets seus) a l'abadia de Sant Miquel de Cuixà, juntament amb el territori dels Angles. Aquest domini es perllongà en el temps fins a la Revolució Francesa i la fi de l'Antic Règim. El bosc de Mata (nom relacionat amb el nom del poble), fou una font constant de litigis entre la corona corresponent al moment històric i el monestir esmentat. S'escapa d'aquest domini l'antic poble de Creu, que pertangué als vescomtes de Castellnou, un temps a través dels senyors de Domanova.

## Demografia
La població està expressada en nombre de focs (f) o d'habitants (h)
| 29 f | 31 f | 19 f | 6 f | 6 f | 9 f | 8 f | 46 f | 33 f | 365 h | 74 f | 368 h | 80 f |

(Fonts: Pélissier, 1986.)
| Evolució de la població |      |      |      |      |      |      |      |      |
| 1793                    | 1800 | 1806 | 1821 | 1831 | 1836 | 1841 | 1846 | 1851 |
| 415                     | 398  | 416  | 457  | 506  | 517  | 479  | 477  | 509  |

| 1856 | 1861 | 1866 | 1872 | 1876 | 1881 | 1886 | 1891 | 1896 |
| ---- | ---- | ---- | ---- | ---- | ---- | ---- | ---- | ---- |
| 473  | 481  | 422  | 439  | 416  | 503  | 435  | 429  | 402  |

| 1901 | 1906 | 1911 | 1921 | 1926 | 1931 | 1936 | 1946 | 1954 |
| ---- | ---- | ---- | ---- | ---- | ---- | ---- | ---- | ---- |
| 408  | 411  | 403  | 315  | 250  | 242  | 226  | 185  | 187  |

| 1962 | 1968 | 1975 | 1982 | 1990 | 1999 | 2006 | 2011 | 2015 |
| ---- | ---- | ---- | ---- | ---- | ---- | ---- | ---- | ---- |
| 176  | 135  | 106  | 151  | 222  | 242  | 290  | 281  | 268  |

Fonts: Ldh/EHESS/Cassini fins al 1999, després INSEE a partir del 2004

Evolució de la població 1962-2008

## Administració i política

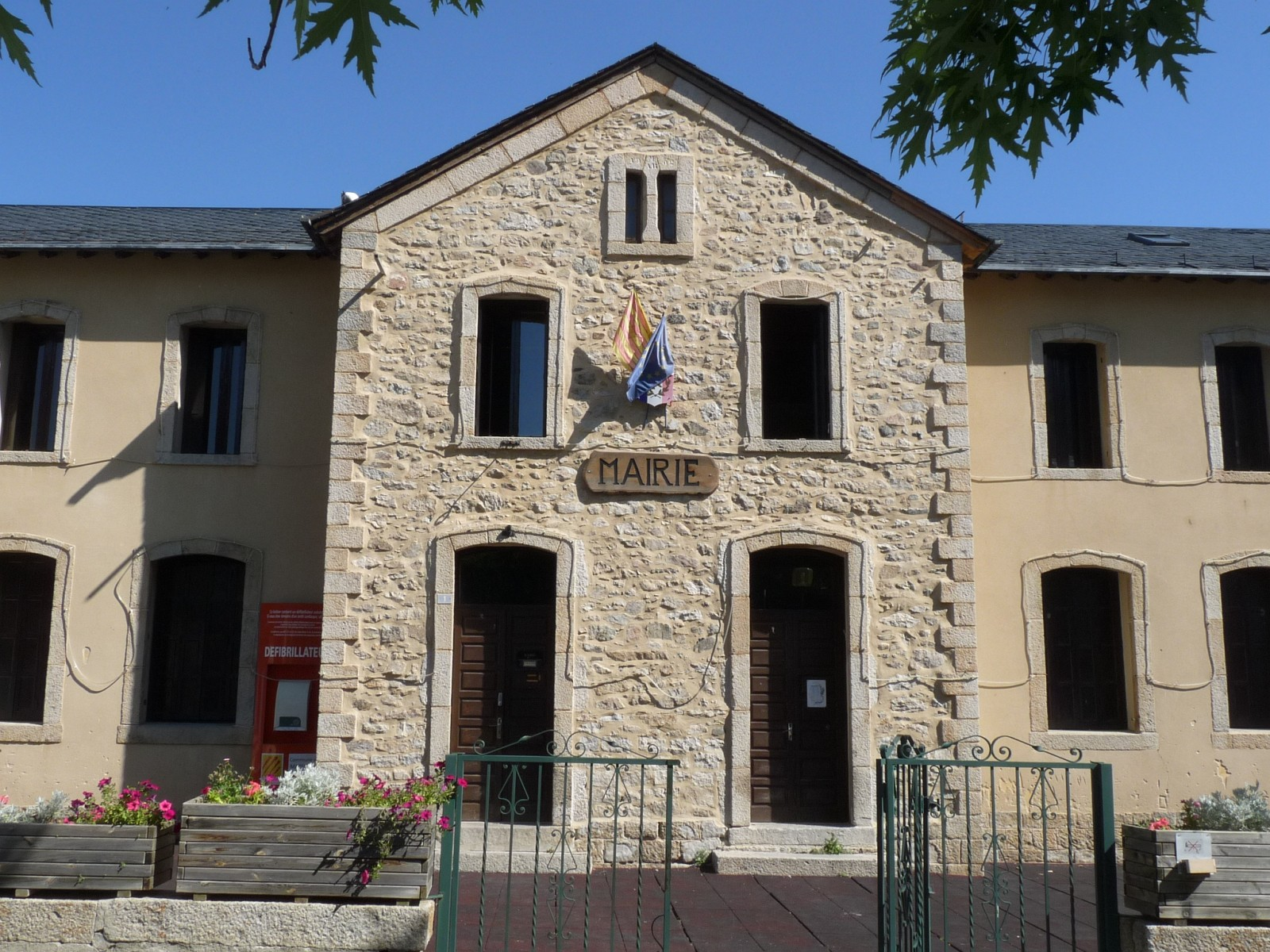
La Casa del Comú

Batlles
| Alcalde         | Període                       |
| --------------- | ----------------------------- |
| Raymond Trilles | Març del 2008 - Març del 2014 |
| Michel Garcia   | Març del 2014 - Moment actual |

### Legislatura 2014 - 2020
Batlle
- Michel Garcia.

Adjunts al batlle
- 1r: Thierry Verges
- 2a: Karine Villares
- 3r: Jean-Claude Frances.

Consellers municipals
- Mathieu Altadill
- René Bonada
- Christine Dumay
- Béatrice Point
- Stéphanie Riveill
- Philippe Sourjous
- Stéphanie Trilles.

### Serveis comunals mancomunats
Matamala forma part de la Comunitat de comunes dels Pirineus Catalans, amb capitalitat a la Llaguna, juntament amb Aiguatèbia i Talau, els Angles, Bolquera, la Cabanassa, Caudiers de Conflent, Censà, Eina, Font-romeu, Odelló i Vià, Font-rabiosa, Formiguera, la Llaguna, Matamala, Montlluís, Planès, Puigbalador, Ralleu, Real, Sant Pere dels Forcats i Sautó.

## Educació i cultura
A Matamala hi ha escola pública, en els nivells de maternal i de primària. És situada a la mateixa plaça de la Casa de la Vila. La secundària, es pot cursar als col·legis de Font-romeu, al Climàtic i esportiu o al del Bosc, al La perla cerdana, d'Oceja, o al Col·legi Cerdanya, de la Guingueta d'Ix. Pel que fa al batxillerat, hi ha el Liceu agrícola el Mas Blanc, de la Guingueta d'Ix, i el Pierre de Coubertin, de Font-romeu.
A Matamala hi ha actives fins a nou associacions socials, tres de caràcter cultural (una dedicada a activitats de ceràmica o terrisseria, una altra, Alegria, a la promoció d'activitats artístiques en general, i una tercera a la promoció de l'esport), una enfocada de cara a l'oci i la vida social, dues a l'economia i desenvolupament local, dues a la pràctica de l'esport (rugbi i excursionisme), i una dedicada a la caça.

## Personatges il·lustres
- Enric Vergés, o Henri Vergés, (Matamala, 15 de juliol del 1930 - Alger, 8 de maig del 1994) va ser un germà marista i professor nord-català mort en un atemptat religiós.